# ريك ومورتي (الموسم السابع)
تم عرض الموسم السابع من المسلسل التلفزيوني الأمريكي ريك ومورتي لأول مرة في 15 أكتوبر 2023 وانتهى في 17 ديسمبر 2023.
تم طلب الموسم قبل انتهاء بث الموسم الرابع من العرض، في مايو 2020، كجزء من طلب يتكون من 70 حلقة. إنه الموسم الأول الذي لا يقدم فيه جاستن رويلاند أي عمل صوتي، بعد طرده من الامتياز في يناير 2023.

## طاقم الأصوات والشخصيات

### رئيسي
- إيان كاردوني في دور ريك سانشيز سي-137 ، أحد الشخصيتين الرئيسيتين في العرض وجد مورتي، والذي يظهر غالبًا في حالة سكر أثناء محاولته تعقب ريك برايم، وهي نسخة منه من عالم موازٍ قتل زوجته الأولى وابنته.
- هاري بيلدن في دور مورتي سميث برايم ، أحد الشخصيتين الرئيسيتين في العرض وحفيد ريك، غالبًا ما يظهر متوترًا وغير متأكد من نفسه ومتشككًا في مغامرات ريك الباهظة، على النقيض من " إيفل مورتي "، نسخة من نفسه تركت المنحنى المركزي المحدود خلفها.
- كريس بارنيل في دور:
  - جيري سميث ، والد مورتي وسامر، وزوج بيث، وصهر ريك.
  - توم، مذيع أخبار ينتقد الرئيس مع مذيعته المشاركة شوندا.
- سبنسر جرامر في دور سمر سميث ، شقيقة مورتي الكبرى وحفيدة ريك.
- سارة تشالك في دور بيث سميث وسبيس بيث سانشيز ، والدتيّ مورتي وسامر، وزوجتي جيري، وبنات ريك.

### يتكرر
- توم كيني في دور:
  - جين جيليجان، جار عائلة سميث.
  - "سكوانش" "سكوانشي" ، أحد أقدم أصدقاء ريك.
  - جول كارنا، محقق خاص من ياوتجا من سلسلة <i id="mwOw">المفترس</i> ، استأجره واين لمتابعة زوجته السابقة إيمي، لكنه قرر بدلاً من ذلك مواعدتها.
  - السيد ستابي، مقدم برنامج حواري ذو أطراف حادة، والذي غالبًا ما يقتل جمهوره عن طريق الخطأ عندما يحاول طرح الأسئلة عليهم.
- كاري والجرين في دور:
  - ديان سانشيز ، زوجة ريك المتوفاة.
  - صوت الذكاء الاصطناعي وراء سفينة الفضاء ريك والجراج.
  - جيسيكا دبليو ، صديقة مورتي في بعض الأحيان و"إلهة الوقت".
- كيث ديفيد في دور أندريه كورتيس / الرئيس ، رئيس الولايات المتحدة ومنافس ريك.
- سوزان ساراندون في دور الدكتورة هيلين وونغ، المعالجة النفسية لريك وعائلة سميث.

## روابط خارجية
قالب:Rick and Morty seasonsقالب:Predator